# Great Big Sea (album)
Great Big Sea er selvbetitlede debutalbum fra det canadiske folkrockband Great Big Sea. Det blev udgivet i 1993, og blev senere genudgivet af Warner Music Canada, da bandet skrev kontrakt med dem.

## Spor
1. "Great Big Sea/Gone By The Board" (Traditionel, arrangement af Bob Hallett) 3:39
2. "Someday Soon" (Alan Doyle) 4:18
3. "Excursion Around The Bay" (Johnny Burke) 2:30
4. "What Are Ya' At?" (Alan Doyle) 3:12
5. "The Fisherman's Lament" (Séan McCann) 5:11
6. "I'se The B'y" (Traditional) 1:57
7. "Drunken Sailor" (Traditional) 2:54
8. "Irish Paddy/Festival Reel/Roger's Reel" (Traditionel, arrangeret af Alan Doyle, Séan McCann, Bob Hallett, Darrell Power, Benoit / Guinchard) 4:20
9. "Time Brings" (Séan McCann) 4:31
10. "Jigs: Eavesdropper's/Both Meat & Drink/Off We Go" (Reavy, traditionel) 3:01
11. "Berry Picking Time" (Traditionel) 3:20

### Om sangene
- "Great Big Sea/Gone By The Board" er den eneste sang, der går under navne.
- "Irish Paddy/Festival Reel/Roger's Reel" er "Jigs: Eavesdropper's/Both Meat & Drink/Off We Go" begge tre separate folkemelodier, som Great Big Sea har samlet i ét nummer.
- "Excursion Around the Bay" blev skrevet af Johnny Burke.